# William Sistrom
William "Billy" Sistrom (Lincolnshire, 19 de març de 1884 - Filadèlfia, març de 1972) va ser un productor de cinema anglès que va treballar als Estats Units.

## Biografia
Va començar a treballar amb Universal Pictures. El 1935 es va incorporar a RKO Pictures, on va treballar en The Saint in New York adaptat de la novel·la de Leslie Charteris. Va produir 30 pel·lícules britàniques i americanes entre 1930 i 1949.
A més de productor, William també va treballar com a director d'estudi. L'actor Lon Chaney, Sr. explica que es va enfrontar al director de l'estudi Universal, William Sistrom, el 1918, exigint un augment de sou i un contracte. Segons Chaney, Sistrom li va dir que coneixia un bon actor quan en va veure'n un, però que, mirant directament a Chaney, només va veia un fracàs. Segons el seu lloc web, William va gestionar els Hollywood Center Studios durant un temps a partir de 1925.
Amb la seva primera esposa, Louise Rowan, van tenir dos fills i tres filles.
Durant la Segona Guerra Mundial, els Sistrom van obrir la seva casa de Hollywood a molts militars estatunidencs. Un destacat pilot de l'Army Air Corps i aspirant a actor va ser Dan David. Dan va assumir el nom de soltera de la senyora Sistrom com a nom artístic i era conegut com Dan Rowan. Va ser membre de l'equip de comèdia del programa de comèdia de televisió dels anys 70 Rowan and Martin's Laugh-In .
Després de la mort de Louise, es va casar amb l'actriu Rosalyn Boulter quan tenia 68 anys i ella en tenia 36. La filla de Boulter, Carol Haynes Johnson, que tenia 8 anys quan es van casar, va descriure William com "amable, amorós, generosament. Sempre li vaig dir 'Papa'. El pare va entrar a les nostres vides quan jo tenia uns 4 anys". Després del casament, William es va retirar i la família es va traslladar a Phoenix, on va gestionar un ranxo de gall dindi a Buckeye, uns 40 mi (64 km). fora de la ciutat.
Va morir el març de 1972 a Los Angeles.

## Filmografia parcial
- Runaway Bride (1930) (productor associat)
- The Fall Guy (1930) (productor associat)
- The Silver Horde (1930) (productor associat)
- The Black Camel (1931) (productor associat)
- The Spider (1931) (productor associat)
- The Crooked Circle (1932)
- While Paris Sleeps (1932)
- A Dog of Flanders (1935) (productor associat)
- Murder on a Bridle Path (1936) (productor associat)
- Bunker Bean (1936) (productor associat)
- The Plot Thickens (1936) (productor associat)
- There Goes My Girl (1937)
- Forty Naughty Girls (1937)
- The Saint in New York (1938)
- Blond Cheat (1938)
- I'm From the City (1938)
- Everybody's Doing It (1938)
- The Saint in London (1939)
- The Saint's Vacation (1941)
- Dangerous Moonlight (1941)
- The Saint Meets the Tiger (1943)
- Escape to Danger (1943)
- Tawny Pipit (1944)
- Hungry Hill (1947)
- Woman Hater (1948)